# Учебно-боевой самолёт

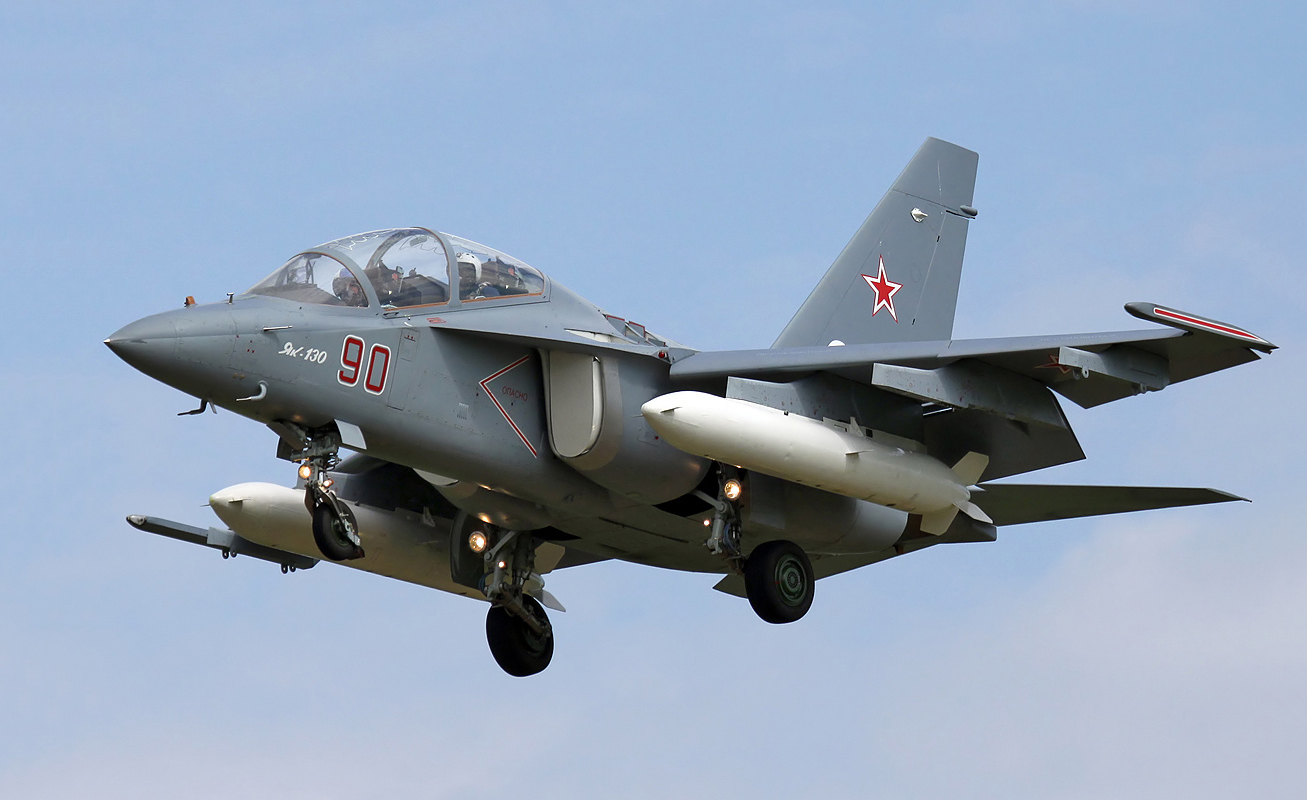
Як-130 на авиабазе Кубинка, 2010 год

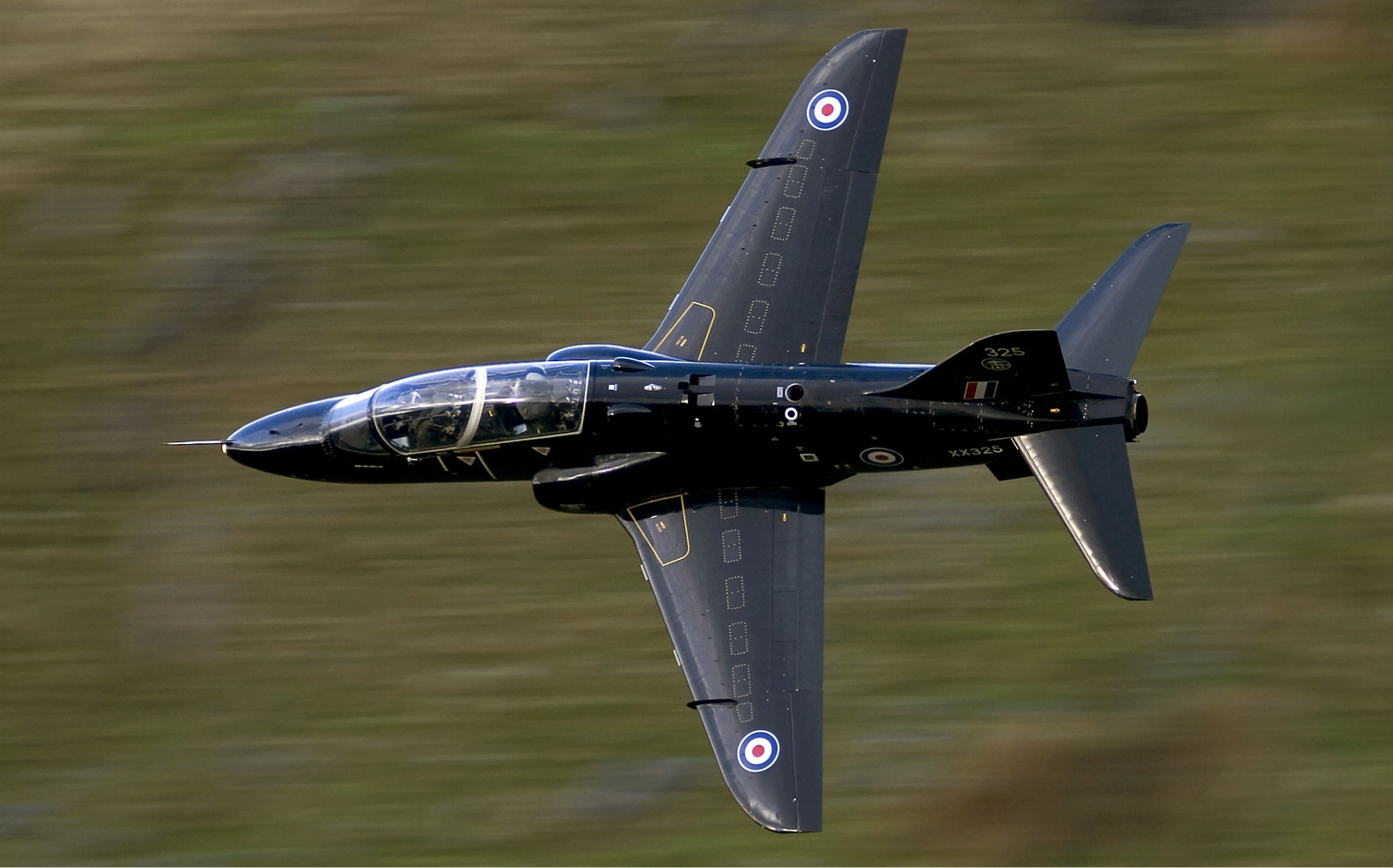
BAE Hawk — один из самых распространённых учебно-боевых самолётов в мире.

Учебно-боевой самолёт (УБС) — летательный аппарат, предназначенный для обучения и тренировки лётного состава вооружённых сил. Самолёты этого назначения имеют подвески для тренировочного и боевого вооружения и могут применяться в боевых действиях.

## Устройство

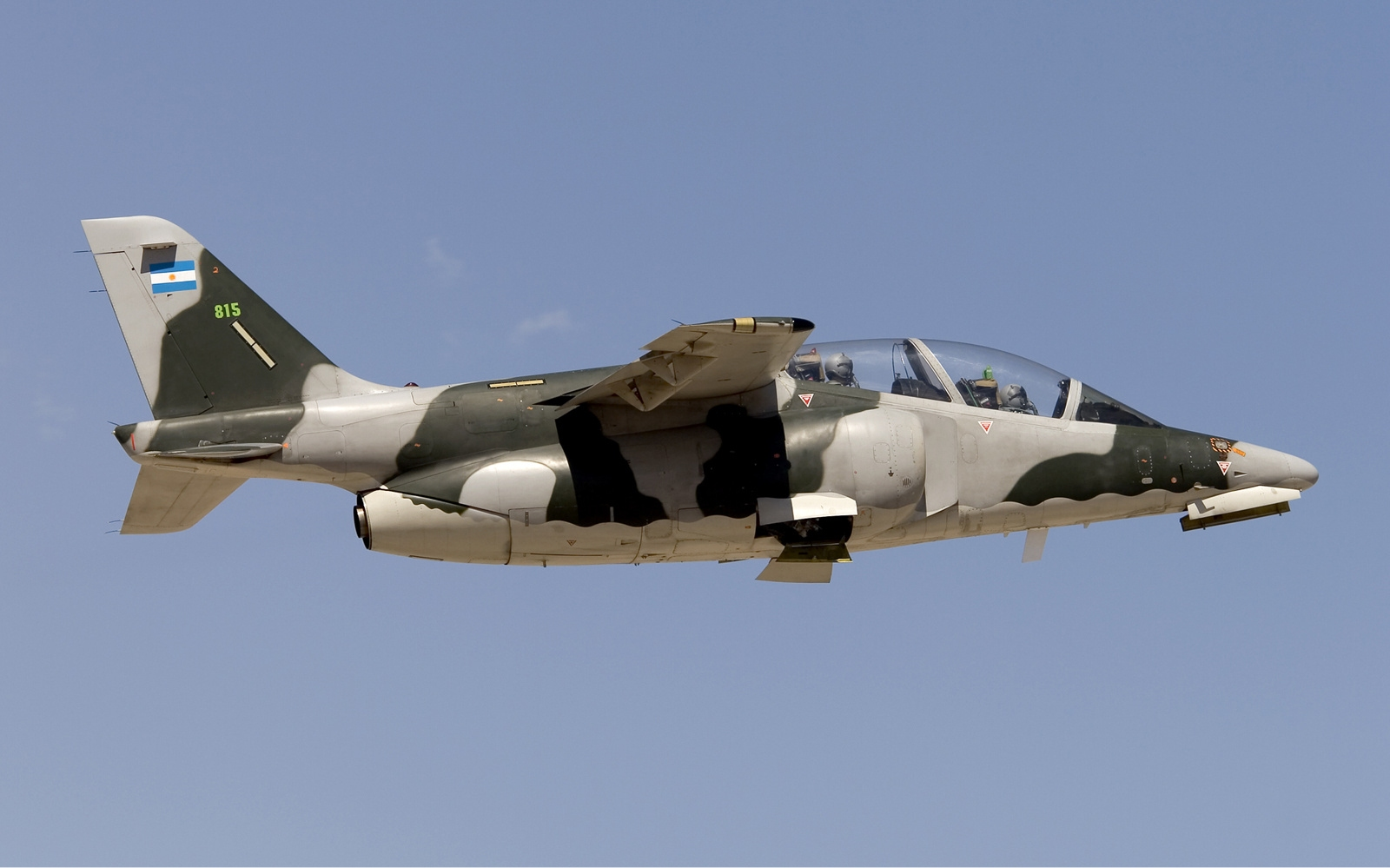
Аргентинский учебно-боевой самолёт FMA IA 63 Pampa

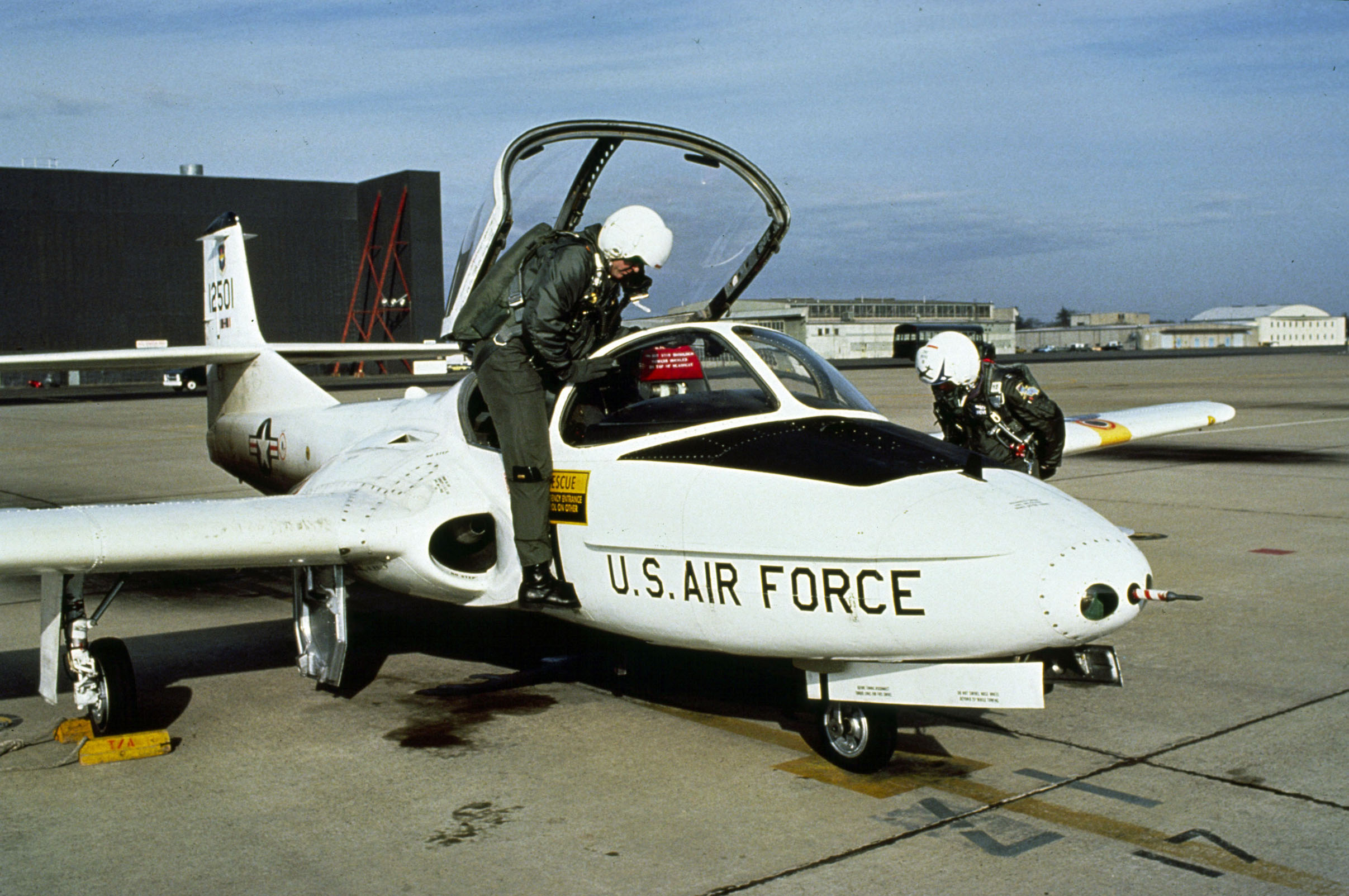
УТС Цессна T-37 Твит — обучаемый и инструктор располагаются рядом

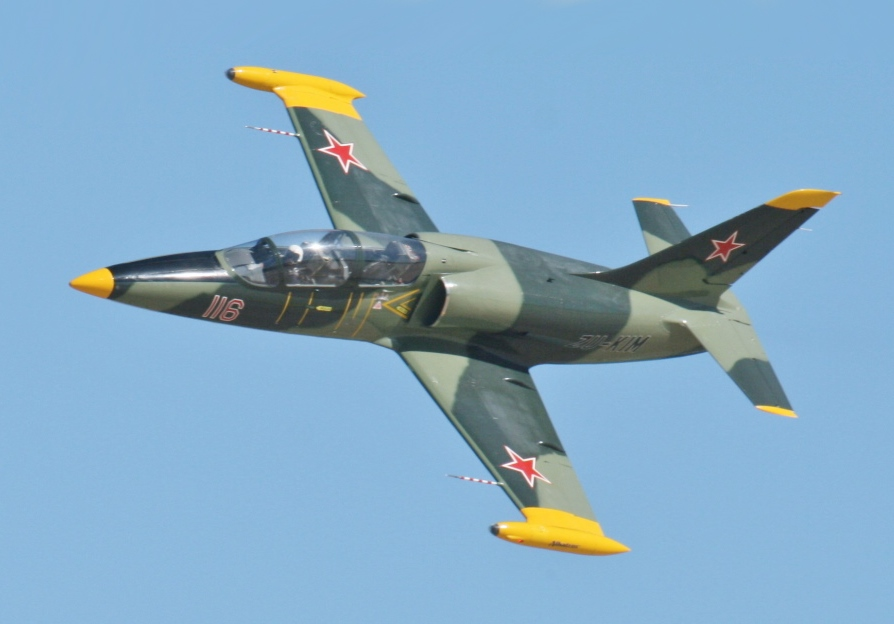
УТС Аэро L-39 Альбатрос — обучаемый и инструктор располагаются тандемом

Основными требованиями к учебным летательным аппаратам являются простота пилотирования и надёжность.
Обычно такие ЛА имеют двойное управление, то есть посты управления самолётом (ручка управления или штурвал, педали руля направления) и двигателем (рычаг управления двигателем/рычаг «шаг-газ» на вертолёте) имеются как у обучаемого, так и у инструктора.
Многие модели УТС являются переделанными под вышеперечисленные требования серийными моделями ЛА.

## Примеры УБС
Учебно-боевые самолёты нового поколения:
- Aero L-39 Albatros
- Як-130
- Hawker Siddeley Hawk
- FMA IA 63 Pampa
- Hongdu L-15
- Aermacchi M-346
- Boeing T-45 Goshawk
- AIDC AT-3
- KAI T-50 Golden Eagle